# Бен, Дик
Дирк (Дик) Бен (нидерл. Dirk "Dick" Been; 28 декабря 1914, Амстердам — 20 мая 1978, там же) — нидерландский футболист, игравший на позиции защитника, выступал за амстердамский «Аякс» и немецкий «Гамбург».

## Карьера
С 1936 по 1941 год Дик Бен выступал за футбольный клуб «Аякс» из Амстердама, играя на позиции защитника. Он дебютировал 23 апреля 1936 года в матче против «Фейеноорда», а свою последнюю игру за «Аякс» провёл в сезоне 1941/42. В общей сложности Дик сыграл 77 матчей в чемпионате Нидерландов.
В 1938 году он входил в состав сборной Нидерландов на чемпионат мира, который проходил во Франции. В первом матче на турнире Дик остался в запасе, а его команда, проиграв сборной Чехословакии со счётом 3:0, покинула чемпионат.
Во время Второй мировой войны выступал за немецкий клуб «Гамбург».

## Личная жизнь
Дирк родился в декабре 1914 года в Амстердаме. Отец — Хендрик Бен, был родом из Амстердама, мать — Агата Хендрика Ньивендейк, родилась в деревне Недерхорст ден Берг на востоке от Амстердама. Родители поженились в феврале 1914 года в Амстердаме — на момент женитьбы отец работал водителем. В их семье воспитывался ещё сын Хендрик, родившийся в июле 1918 года.
Был женат дважды. В первый раз женился в возрасте тридцати трёх лет — его супругой стала 35-летняя Диркье Лиссенбюрг, уроженка Влиссингена, которая в 1930-х годах была замужем за футболистом Питом Стрейбосом. Их брак был зарегистрирован 4 июня 1948 года в Амстердаме. В марте 1951 года Диркье умерла в возрасте 38 лет.
В декабре 1962 года в Димене женился на 42-летней Марии Хендирики Схотанюс, которая была известна как певица Мэри Скотти.
Умер 23 мая 1978 года от рака горла в возрасте 63 лет. Его вторая супруга умерла в октябре 1999 года в возрасте 79 лет.

## Статистика по сезонам
| Клуб             | Сезон            | Чемпионат | Чемпионат | Кубок | Кубок | Итого | Итого |
| Клуб             | Сезон            | Игры      | Голы      | Игры  | Голы  | Игры  | Голы  |
| ---------------- | ---------------- | --------- | --------- | ----- | ----- | ----- | ----- |
| Аякс             | 1935/36          | 8         | 0         | 0     | 0     | 8     | 0     |
| Аякс             | 1936/37          | 26        | 0         |       |       | 26    | 0     |
| Аякс             | 1937/38          | 17        | 0         | 1+    | 0     | 18    | 0     |
| Аякс             | 1938/39          | 15        | 0         |       |       | 15    | 0     |
| Аякс             | 1939/40          | 4         | 0         |       |       | 4     | 0     |
| Аякс             | 1940/41          | 7         | 0         |       |       | 7     | 0     |
| Аякс             | Итого            | 77        | 0         | 1+    | 0     | 78    | 0     |
| Гамбург          | 1942/43          | 3         | 0         | 1     | 0     | 4     | 0     |
| Гамбург          | 1943/44          | 10        | 0         | 4     | 0     | 14    | 0     |
| Гамбург          | 1944/45          | 15        | 0         |       |       | 15    | 0     |
| Гамбург          | Итого            | 28        | 0         | 5     | 0     | 33    | 0     |
| Всего за карьеру | Всего за карьеру | 105       | 0         | 6+    | 0     | 111   | 0     |

## Достижения
- Чемпион Нидерландов: 1936/37, 1938/39